# النجادي (جبلة)

تعديل مصدري - تعديل

النجادي هي إحدى قرى عزلة وراف بمديرية جبلة التابعة لمحافظة إب، بلغ تعداد سكانها 386 نسمة حسب تعداد اليمن لعام 2004.